# Cmentarz Wszystkich Świętych na Olechowie w Łodzi
Cmentarz Wszystkich Świętych na Olechowie w Łodzi – cmentarz rzymskokatolicki pw. Wszystkich Świętych. Mieści się w Łodzi przy ulicy Zakładowej 4, pomiędzy ulicami Książąt Polskich oraz Przybyszewskiego. W skład nekropoli wchodzi także pierwsze w Łodzi krematorium.
Nekropolia powstała na skutek rozbudowy miasta oraz braku wolnych miejsc grzebalnych. Na terenie cmentarza znajduje się pierwsza w Łodzi kwatera dla grobów urnowych.
Bryła architektoniczna kaplicy ma nowoczesny, a jednocześnie funkcjonalny wygląd. Nad wejściem znajduje się miejsce dla chóru, a dobre zagospodarowanie przestrzeni pozwala zmieścić się wewnątrz sporej grupie żałobników.